# Club Valencia
O Club Valencia é um clube de futebol com sede em Malé, Maldivas. A equipe compete no Campeonato Maldivo de Futebol.

## História
O clube foi fundado em 1979.

## Títulos
- 1ª Divisão: 5

2001, 2002, 2003, 2004
- Segunda Divisão: 1

2020
- Copa das Maldivas:

1993 1988, 2016
- Campeonato Maldivo de Futebol Junior: 1

2013
- Copa dos Campeões das Maldivas:

1997, 1998, 2005, 2007
- Copa POMIS: 3

1992, 1996, 2001

## Elenco Atual
Nota: Bandeiras indicam equipe nacional, conforme definido pelas regras de elegibilidade da FIFA. Os jogadores podem ter mais de uma nacionalidade não-FIFA.
| N.º |          | Posição | Jogador             |
| --- | -------- | ------- | ------------------- |
| 1   | Maldivas | G       | Mohamed Faisal      |
| 2   | Maldivas | D       | Shafiu Ahmed        |
| 4   | Maldivas | D       | Mohamed Sifaan      |
| 5   | Maldivas | M       | Ahmed Rilwaan       |
| 7   | Maldivas | M       | Abdul Wahid Ibrahim |
| 8   | Maldivas | M       | Ahmed Wisham        |
| 10  | Maldivas | M       | Hassan Adham        |
| 13  | Maldivas | D       | Akram Abdul Ghanee  |

| N.º |          | Posição | Jogador              |
| --- | -------- | ------- | -------------------- |
| 13  | Maldivas | M       | Yoosuf Rameez        |
| 15  | Maldivas | D       | Ibrahim Abdullah     |
| 16  | Maldivas | M       | Ahmed Nishaan        |
| 19  | Maldivas | D       | Hussain Mujthaba     |
| 23  | Maldivas | M       | Shaheem Abdul Gadhir |
| 25  | Maldivas | G       | Ahmed Athif          |
| 29  | Maldivas | D       | Abdulla Nawwaf       |
| 30  | Maldivas | A       | Haidhar Akram        |